# Ikar (manga)
Ikar (jap. イカル Ikaru) – manga autorstwa Moebiusa, zilustrowana przez Jirō Taniguchiego. Przeznaczona dla osób dorosłych. W 2004 roku nominowana do nagrody Harveya. W Polsce wydana przez wydawnictwo Hanami w 2009 roku. Uważana jest za jedną z najważniejszych kooperacji komiksowych między Europą i Japonią.

## Treść
Ikar jest niezwykłym chłopcem – potrafi latać. Tuż po urodzeniu trafił do rządowego laboratorium i spędził tam całe dotychczasowe życie. Nadchodzą właśnie jego 20. urodziny a on zakochuje się w Yukiko, pięknej naukowiec, pracującej w instytucie, który prowadzi badania nad Ikarem. Pod wpływem tego uczucia ucieka na wolność, zabierając swoją ukochaną.